# Zonsverduisteringen van 1521 t/m 1530
De periode 1521 t/m 1530 bevat 23 zonsverduisteringen. Deze zijn onderverdeeld in de volgende typen:
- 5 totale
- 8 ringvormige
- 3 hybride
- 7 gedeeltelijke

## Overzicht
Onderstaand overzicht bevat alle details van deze zonsverduisteringen.
| Datum        | UTC op Max | Type         | Stijl                     | Saros nr | Magni- tude | Lengte op Max | Coördinaten op Max |
| ------------ | ---------- | ------------ | ------------------------- | -------- | ----------- | ------------- | ------------------ |
| 7 apr. 1521  | 06:26:06   | totaal       | centraal                  | 121      | 1.0662      | 5m 15s        | 22.8n 77.3o        |
| 30 sep. 1521 | 16:21:42   | ringvormig   | centraal                  | 126      | 0.9489      | 5m 30s        | 16.2z 73.3w        |
| 27 mrt. 1522 | 21:22:59   | totaal       | centraal                  | 131      | 1.0076      | 0m 26s        | 62.0n 127.7o       |
| 19 sep. 1522 | 22:57:33   | ringvormig   | centraal                  | 136      | 0.9946      | 0m 23s        | 53.9z 146.1o       |
| 15 feb. 1523 | 14:16:44   | gedeeltelijk |                           | 103      | 0.7827      | -             | 61.2z 77.4o        |
| 11 aug. 1523 | 04:33:16   | totaal       | centraal geen noorddgrens | 108      | 1.0558      | 2m 44s        | 62.7n 135.9w       |
| 4 feb. 1524  | 13:45:35   | ringvormig   | centraal                  | 113      | 0.9235      | 8m 5s         | 35.4z 9.3w         |
| 30 juli 1524 | 21:17:39   | totaal       | centraal                  | 118      | 1.0577      | 4m 40s        | 30.8n 130.2w       |
| 23 jan. 1525 | 15:31:21   | ringvormig   | centraal                  | 123      | 0.9569      | 4m 58s        | 1.2z 54.8w         |
| 20 juli 1525 | 10:11:04   | hybride      | centraal                  | 128      | 1.0054      | 0m 35s        | 9.3z 19.4o         |
| 13 jan. 1526 | 00:22:31   | ringvormig   | centraal                  | 133      | 0.9985      | 0m 7s         | 51.0n 148.8o       |
| 10 juni 1526 | 01:34:33   | gedeeltelijk | laatste eclips Sarosserie | 100      | 0.0557      | -             | 66.1n 34.1w        |
| 9 juli 1526  | 16:02:42   | gedeeltelijk |                           | 138      | 0.4379      | -             | 63.6z 97.8w        |
| 4 dec. 1526  | 04:14:39   | gedeeltelijk |                           | 105      | 0.8382      | -             | 66.7z 68.9w        |
| 30 mei 1527  | 02:23:01   | ringvormig   | centraal                  | 110      | 0.9556      | 3m 28s        | 73.4n 144.6o       |
| 23 nov. 1527 | 18:36:38   | hybride      | centraal                  | 115      | 1.0089      | 0m 45s        | 48.6z 102.5w       |
| 18 mei 1528  | 08:21:05   | hybride      | centraal                  | 120      | 1.0085      | 0m 56s        | 19.9n 54.6o        |
| 12 nov. 1528 | 03:22:58   | ringvormig   | centraal                  | 125      | 0.9562      | 5m 36s        | 4.9z 128.4o        |
| 7 mei 1529   | 21:19:50   | totaal       | centraal                  | 130      | 1.0526      | 4m 38s        | 31.3z 133.1w       |
| 1 nov. 1529  | 05:04:11   | ringvormig   | centraal geen noorddgrens | 135      | 0.9119      | 8m 9s         | 61.7n 122.8o       |
| 29 mrt. 1530 | 06:16:37   | gedeeltelijk |                           | 102      | 0.8671      | -             | 71.7n 24.4w        |
| 27 apr. 1530 | 14:07:20   | gedeeltelijk |                           | 140      | 0.1083      | -             | 69.9z 2.9o         |
| 21 sep. 1530 | 12:31:37   | gedeeltelijk |                           | 107      | 0.4970      | -             | 72.0z 108.9w       |

### Legenda
| Kolomhoofd         | Uitleg                                                                                                |
| ------------------ | --- |
| Datum              | Datum op het moment van het maximum van de eclips                                                     |
| UTC op Max         | Tijd in UTC op het moment van het maximum van de eclips                                               |
| Type               | Type van de eclips                                                                                    |
| Stijl              | Binnen een type zijn verschillende stijlen mogelijk                                                   |
| Sarosnr            | Het nr van de sarosreeks waartoe de eclips behoort                                                    |
| Magnitude          | Percentage van verduistering van de middellijn van de zon op het moment van het maximum van de eclips |
| Lengte op Max      | Tijdsduur van de eclips op de plek met het maximum                                                    |
| Coördinaten op Max | Coördinaten op het moment van het maximum van de eclips                                               |